# Manželská poradna Homera a Marge
Manželská poradna Homera a Marge (v anglickém originále Marge and Homer Turn a Couple Play) je 22. díl 17. řady (celkem 378.) amerického animovaného seriálu Simpsonovi. Scénář napsal Joel H. Cohen a díl režíroval Bob Anderson. V USA měl premiéru dne 21. května 2006 na stanici Fox Broadcasting Company a v Česku byl poprvé vysílán 8. června 2008 na stanici ČT2.

## Děj
Springfieldští Izotopové získávají první místo v NL West díky nové akvizici Bucka „Home run Kinga“ Mitchella. Během zápasu na Springfieldském stadionu zazpívá Buckova manželka Tabitha Vixx, popová hvězda, prvních pár taktů americké hymny, pak se svlékne do spodního prádla a spustí lascivní vystoupení jedné ze svých písní. Ponížený Buck předvede na nočním zápase příšerný výkon, a dokonce při máchání omylem pustí pálku, která zasáhne snoubence Mela, což způsobí, že na něj dav začne bučet. Později vidí Homera a Marge, jak se líbají na obrazovce Jumbo-Vision. 
Později téže noci se Buck objeví u dveří Simpsonových a žádá o pomoc s manželstvím výměnou za permanentky. Marge pochybuje o jejich schopnosti poradit jiným párům. Její pochybnosti vedou k tomu, že spolu s Homerem flirtují, což Buck považuje za příklad toho, co chce mít se svou vlastní ženou. Na prvním sezení – odehrávajícím se v obývacím pokoji Simpsonových – se Buck přizná, že předpokládal, že se Tabitha vzdá nahrávací kariéry, aby se mohla soustředit na jeho kariéru v baseballové lize, na což ona odpoví, že v nesourodém manželství nezůstane. Další sezení se odehrává v Buckově a Tabithině sídle a probíhá mnohem hladčeji. V důsledku nyní již stabilního osobního života se Buckova hra vrací do vynikající formy. 
Tabitha pokračuje ve svém koncertním turné a Homer ji přijde zkontrolovat do šatny. Tam jí masíruje krk; její hlasité sténání a Homerovu chválu smaženého kuřete, které právě jí, zaslechne přes dveře Buck, který si je špatně vyloží a rozzuřeně vtrhne dovnitř a Homera uhodí. Buck se znovu ocitá v rozpadu manželství a dostává se do další krize. Homer je chce dát znovu dohromady, ale Marge mu odmítá pomoci. O několik minut později zaklepe na dveře Tabitha – šokované Marge řekne, že má v plánu Bucka nadobro opustit. Marge má námitky a trvá na tom, aby zůstali spolu. 
Během další Buckovy hry Homer unese Duffovu vzducholoď a vyčaruje Buckovi vzkaz, údajně od Tabithy, která mu vyznává lásku. Povzbuzený Buck odpálí míč, ale trefí vzducholoď, jež se tak zřítí do pole. Když Homer utíká od jejího vraku sám, Buck si uvědomí, že Tabitha se na vzkazu nepodílela. S pálkou v ruce se vrhne na Homera, ale Marge ho od toho odradí slovy, že Homer chtěl jen pomoci a že manželství je sice dřina, ale stojí za to. Tabitha pak přijde na Jumbo-Vision a řekne Buckovi, že chce zůstat spolu. 
Epizodu uzavírá další Izotop Tito, který říká, že ho uzdravené manželství nezajímá, protože bandité právě unesli jeho matku.

## Přijetí
Ve Spojených státech díl během premiéry sledovalo 8,23 milionu diváků.
Patrick D. Gaertner ze serveru Puzzled Pagan napsal: „Nevím, co přesně je na této epizodě, ale nic se mnou nedělá. Nejsem si ani jistý, jestli bych šel tak daleko, abych řekl, že se mi nelíbí. Je to prostě tak nějak o ničem. Aspoň to nebyla epizoda o tom, že manželství Homera a Marge je v troskách, dokud to nehodili na konec. Myslím, že nápad Homera a Marge pomoci manželství někoho jiného, je slušný nápad, ale Buck a Tabitha jsou prostě tak nějak nejhorší. Buck má se svou ženou nějaké směšné a podělané problémy a v podstatě se to neřeší. Jen jim řeknou, aby spolu komunikovali. A kromě dějových věcí mě na tomhle díle nejvíc štvou některé gagy, které ukazují, že Griffinovi museli začít být populární. Protože v téhle epizodě je spousta takových těch otravných gagů, kdy se věci prostě vlečou a vlečou, až se vám chce na televizi křičet. Homer vysype na Bucka pytel baseballových míčků, a to je vážně celých třicet vteřin, kdy z pytle padají míčky. Jestli vás taková blbost baví, tak vám přeju hodně štěstí, ale mě to strašně štve a opravdu se bojím, že se tenhle druh ‚humoru‘ začne objevovat i v seriálu.“.
Server Gabbing Geek v hodnocení dílu uvedl: „Za zmínku stojí i Howard K. Duff, opakovaně hostující hvězda Stacy Keach, která měla asi jednu, možná dvě repliky. Překvapilo mě, že ho kvůli tomu přivedli zpátky. Potřebovali jsme vystoupení Howarda K. Duffa? Upřímně, tvůrci přece mohli prostě jen nechat někoho ze stálých dabérů, aby předvedl jakoukoli konverzaci s Duffmanem, a pochybuji, že by to někomu vadilo.“.